# Carmen Haberstroh
Carmen Haberstroh (* 18. Dezember 1971 in Tübingen) ist eine deutsche Politikerin (Freie Wähler). Seit 2021 ist sie Oberbürgermeisterin von Metzingen.

## Leben
Haberstroh wuchs in Hardt auf. Nach dem Abitur studierte sie von 1991 und 1995 an der Hochschule für öffentliche Verwaltung in Kehl. Sie schloss als Diplom-Verwaltungswirtin (FH) ab.
In der Verwaltung der Gemeinde Hardt und dem Landratsamt Rottweil sammelte Haberstroh Berufserfahrung. Seit Ende 1995 war sie in der Stadtverwaltung Metzingen tätig. 2016 wurde sie vom Gemeinderat zur Finanzbürgermeisterin gewählt.
Am 2. Mai 2021 gewann Haberstroh die Wahl zur Oberbürgermeisterin von Metzingen und ist damit die erste Frau in diesem Amt. Sie setzte sich im ersten Wahlgang mit 77,7 Prozent gegen den Mitbewerber Patrick Roth durch. Sie folgte Ulrich Fiedler nach und trat ihr Amt am 1. Juli 2021 an.
Ende Juli 2024 wurde Haberstroh in das Präsidium des Vorstands des Verbands kommunaler Unternehmen der Landesgruppe Baden-Württemberg gewählt.